# Hawker Nimrod
Die Hawker Nimrod war ein trägergestütztes, einsitziges Jagdflugzeug und der Hawker Fury sehr ähnlich. Sie wurde in zwei Jagdstaffeln zusammen mit zweisitzigen Hawker Osprey von 1933 bis 1939 eingesetzt. Eine dritte nutzte den Typ von 1934 bis 1936 auch neben der Osprey und eine vierte Staffel erhielt bei ihrer Neuaufstellung 1938 in Erwartung moderner Maschinen kurzfristig beide Hawker-Typen. Einige Maschinen wurden noch bis 1942 in Ausbildungseinheiten verwendet.

In Dänemark wurden zehn Maschinen in Lizenz gebaut.

## Jagdflugzeug für die Marineluftwaffe
1930 war das modernste Jagdflugzeug der britischen Marineluftwaffe die aus der Ausschreibung 6/22 hervorgegangene Fairey Flycatcher. Zwar hatte man 1926 mit der Ausschreibung N.21/26 einen Ersatz gesucht. Die vorgeführten Prototypen von vier Herstellern wurden 1928 jedoch nicht als geeignet betrachtet und ein Produktionsauftrag nicht erteilt. Als vielleicht geeignet wurde der Prototyp Hawker Hoopoe bewertet, obwohl die Maschine mit Sternmotor nicht für diese Ausschreibung entwickelt worden war.
Da die Flycatcher in jeder Hinsicht als völlig veraltet galt, war ein Ersatz immer dringender. Hawkers Chefkonstrukteur, Sydney Camm, hielt nach seiner Erfahrung mit der Hawker Fury die Bevorzugung von Maschinen mit einem luftgekühlten Sternmotor für überholt und entwickelte eine Maschine mit dem wassergekühlten 12-Zylinder-V-Motor Rolls-Royce F.9MS, der später als Kestrel IIMS bezeichnet wurde. Bevor sein Prototyp fertig wurde, schrieb das Luftfahrtministerium noch einen auf diesen Entwurf zugeschnittene Anforderung 16/30 und die Maschine startete zu ihrem Erstflug 1930 unter dem Namen Hawker Norn. Es wurde ein weiterer Prototyp bestellt und ein Produktionsauftrag erteilt, der Name jedoch in Nimrod geändert.
Die Nimrod glich weitgehend der Fury: sie war ein einsitziger Doppeldecker mit einem offenen Cockpit, hatte ein festes Fahrwerk und ihre Waffen feuerten durch den Propellerkreis. Sie hatte gerade Flügel von einheitlicher Tiefe mit abgerundeten Enden und etwas größerer Spannweite (10,23 m statt 9,14 m). Die Ober- und Unterflügel hatten unterschiedliche Spannweite und waren relativ weit versetzt, um den Piloten gute Sicht nach vorn unten zu bieten. Ober- und Unterflügel waren mit einem Paar N-Streben verbunden, die nach außen geneigt waren. Die obere Tragfläche war über Streben mit dem Rumpf verbunden. Die bespannten Flügel hatten Metallholme und Sperrholzrippen.

Der Rumpf der Nimrod hatte einen Gitterrahmen aus Stahl- und Aluminiumrohren in Stringern, welche die ovale Rumpfform fixierten. Im Bereich des Motors bestand die Außenverkleidung des Rumpfes aus Aluminiumblechen, der übrige Rumpf war stoffbespannt. Die Heckflügel mit den Rudern waren hinten auf dem Rumpf montiert.
Der höchste Punkt des Rumpfes war beim Cockpit, das zwischen den hinteren Enden der Flügel lag.
Die beiden Maschinengewehre waren zwischen dem Cockpit und dem Motor auf der Oberseite des Rumpfes montiert und schossen durch den Propellerkreis mit einem Unterbrechergetriebe, um eine Beschädigung der Propellerblätter zu verhindern. 

Die Nimrod hatte ein konventionelles festes Fahrwerk, dessen Dämpferbeine im rechten Winkel mit dem Rumpf verbunden waren. Zwischen den Verstrebungen war am Rumpf der Kühler des Flugzeugs angebaut. Am Heck hatte die Maschine einen Sporn.
Für die Nimrod stand ein Schwimmerfahrwerk zur Verfügung mit zwei einstufigen Schwimmern, die mit dem Rumpf durch N-Stiele verbunden waren. Die Schwimmer reduzierten die Höchstgeschwindigkeit um 76 km/h.
Nach weiteren Tests 1930 wurde der Prototyp mit der Eagle nach Buenos Aires geschickt als Teil der „British Empire Trade Exhibition“ dort im März 1931. Weitere Tests folgten in Martlesham Heath bei Woodbridge (Suffolk) und der erste Produktionsauftrag für 35 Maschinen folgte, von denen die erste am 31. Oktober 1931 flog. 1932 wurden noch weitere 19 Maschinen geordert.
Die Marineluftwaffe, damals noch Teil der Royal Air Force, erhielt zwei Versionen:
Nimrod I
mit einem 477 PS (356 kW) leistenden Rolls-Royce Kestrel IIMS ausgerüstet; 57 Maschinen gebaut.
Nimrod II
Prototyp im März 1933, geänderte, leicht gepfeilte Flügelstellung, Antrieb durch 525 PS (391 kW) leistenden Rolls-Royce Kestrel IIS oder VF; (27?) 30 Maschinen ab September 1934 geliefert.
Die Nimrod I erhielten während der Dienstzeit noch eine verkleidete Kopfstütze für den Piloten, um die Belastung durch Katapultstarts herabzusetzen. Ab dem zweiten Fertigungslos wurden die Maschinen mit einem Fanghaken für die Bremsseile auf den Trägerdecks ausgestattet.

Die erste dieser Maschinen erhielt zu Testzwecken leicht gepfeilte Tragflächen, wie sie dann serienmäßig in der Nimrod II verwandt wurden. Auch war sie die erste Maschine mit einem stärkeren Kestrel-II-Motor.

Die Nimrod II erhielt neben der veränderten Flügelstellung auch leicht vergrößerte Ruderflächen, die das Flugverhalten insbesondere bei der Nutzung von Schwimmern verbesserte. Als stärkere Motoren wurden anfangs Versionen des Kestrel II, schließlich des Kestrel V eingebaut. Die Absicht, die Metallteile der Rumpf- und Flügelkonstruktion der Nimrod II in rostfreiem Stahl auszuführen, wurde nur bei drei Maschinen verwirklicht.

## Einsatz bei der britischen Flottenluftwaffe
Noch bevor ein Produktionsauftrag erteilt wurde, wurde der Prototyp auf der Eagle nach Buenos Aires geschickt. Sie gehörte zu einem zusätzlichen Schwarm an Bord des Trägers, der neue britische Flugzeugmuster bei der erstmals im Ausland durchgeführten „British Empire Trade Exhibition“ im März 1931 vorführen sollte. Zu der Ausstellungseinheit gehörte auch eine Hawker Osprey, eine Fairey Seal, eine Blackburn Ripon. Die Ausstellung eröffnete der Prince of Wales, dessen De Havilland DH.80 Puss Moth auch auf dem Träger transportiert wurde.
Die erste Serien-Nimrod kam im Oktober 1932 zum Flight 408, aus dem die 802.Staffel entstand. Auch die Flights No.s 402 und 409 erhielten Nimrods, bevor die Fleet Air Arm flights auf den Trägern in Staffeln organisiert wurden. Im April 1933 hatten die Staffeln 802 (Glorious) und 800 (Courageous) neben neun einsitzigen Nimrod noch je drei Hawker Osprey, die als Aufklärungs- und Navigationsmaschinen dienten. 1934 kam noch die gemischte Staffel 801 (Furious) mit drei Nimrod- und sechs Osprey-Maschinen hinzu, die aber schon im Herbst 1936 zu einer reinen Osprey-Staffel umgerüstet wurde.

Am 21. November 1938 erfolgte die Neuaufstellung der Staffel 803 für die Ark Royal noch mit drei Nimrods und sechs Ospreys, von denen letztere aber noch vor Jahresende durch Blackburn-Skua-Eindecker ersetzt wurden, während die Nimrods 1939 durch Blackburn-Roc-Jagdflugzeuge ersetzt wurden, ehe die Staffel auf den neuen Träger ging.

Die beiden ursprünglichen Nimrod-Staffeln 800 und 802 wurden 1939 umgerüstet. Die Staffel 800 hatte seit Oktober auch Zulauf von Skua-Eindecker und gab ihre letzte Nimrod im Januar 1939 ab. Auch diese in Worthy Down nahe Winchester (Hampshire) stationierte Staffel war für die Ark Royal vorgesehen. Als letzte Einsatzstaffel mit Nimrods tauschte die im Mittelmeer auf der Glorious eingesetzte Staffel 802 im Mai 1939 auf dem Flugplatz Dekheila bei Alexandria alle vorhandenen Maschinen gegen zwölf Sea Gladiator ein.

In drei Schulstaffeln waren nach dem Einsatz der Nimrod auf den britischen Trägern auch einige dieser Maschine zu finden. 1942 sonderte die FAA die letzte Nimrod aus.

## Produktion
Die Hawker Nimrod wurde von Hawkers in Kingston in Serie gebaut.
Abnahme der Hawker Hind durch die RAF:
| Version | 1931 | 1932 | 1933 | 1934 | 1935 | Summe |
| ------- | ---- | ---- | ---- | ---- | ---- | ----- |
| Mk.I    | 12   | 26   | 19   |      |      | 57    |
| Mk.II   |      |      |      | 15   | 13   | 28    |
| Summe   | 12   | 26   | 19   | 15   | 13   | 85    |

## Einsätze bei anderen Nationen

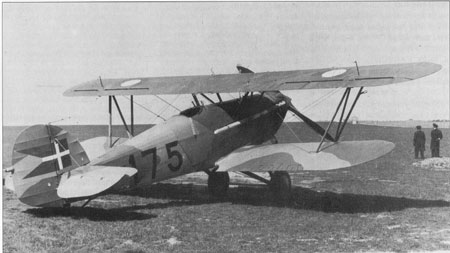
Eine dänische Nimrod in Flecktarnung

Nur vier Nimrods wurden exportiert:
Dänische Nimrod
Hawker baute 1934 zwei Maschinen mit den geraden Flügeln der Nimrod I, die von 535 PS leistenden Rolls-Royce-Kestrel-IIIS-Motoren angetrieben waren; sie waren Musterflugzeuge für die geplante Lizenzproduktion. Eine der Maschinen hatte verkleidete Räder.
Nimrodderne (L.B. V)
zehn ab 1934 in Lizenz bei der Marinewerft (Orlogsværftet) in Kopenhagen gebaute Maschinen für die dänische Marine; konnten vier leichte Bomben tragen, als 2. Luftflottille anfangs in Ringsted, ab 1936 in Avnø zwischen Næstved und Vordingborg stationiert; im April 1940 überflogen Messerschmitt Bf 110 beim Angriff auf Dänemark den Platz, griffen aber nicht die Flugzeughallen an, in denen die neun verbliebenen Maschinen abgestellt waren, die veralteten Maschinen sollten durch Macchi MC.200 ersetzt werden, jedoch erfolgte die Besetzung Dänemarks vor der Vertragsunterzeichnung, der Verbleib der Nimrods ist unbekannt.
Japanische Nimrod AXH1
eine einzelne Hawker Nimrod I wurde 1934 an die japanische Marineluftwaffe zu Testzwecken verkauft
Portugiesische Nimrod
eine einzelne Hawker Nimrod I wurde nach Portugal zu Testzwecken verkauft
Nimrod I;
S1581, G-BWWK gehört zur Fighter Collection. Es handelt sich um die vierte Serienmaschine des Typs Mk. I, die Ende 1931 in der ersten Serienlieferung gebaut wurde.
Nimrod II;
K3661, G-BURZ gehört zur Historic Aircraft Collection. Es handelt sich um die vorletzte 1934 für die FAA gebaute Nimrod.

## Technische Daten
| Kenngröße             | Nimrod I                                            | Nimrod II             |
| --------------------- | --------------------------------------------------- | --------------------- |
| Besatzung             | 1                                                   | 1                     |
| Länge                 | 8,09 m                                              | 8,09 m                |
| Spannweite            | 10,23 m                                             | 10,23 m               |
| Höhe                  | 3,00 m                                              | 3,00 m                |
| Flügelfläche          |                                                     | 27,96 m²              |
| Leermasse             | 1190 kg                                             | 1411 kg               |
| Startmasse            | 1583 kg                                             | 1841 kg               |
| Höchstgeschwindigkeit | 290 km/h                                            | 311 km/h              |
| Dienstgipfelhöhe      |                                                     | 8534 m                |
| Reichweite            | 520 km                                              | 488 km                |
| Triebwerk             | ein 12-Zyl.-V-Motor Rolls-Royce Kestrel IIS; 477 PS | ein Kestrel V; 525 PS |
| Bewaffnung            | 2 starre MG                                         | 2 starre MG           |

## Erhaltene Exemplare

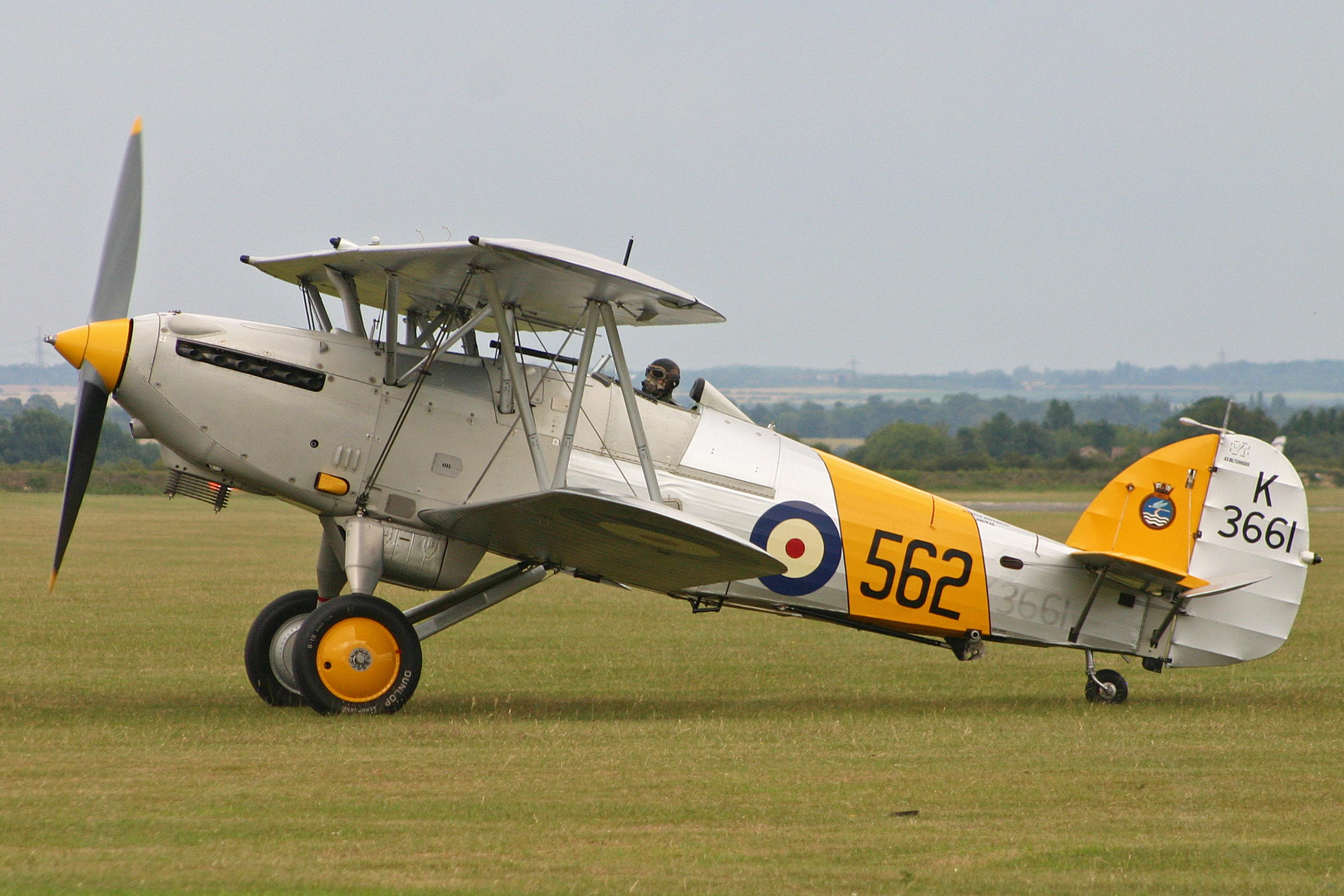
Die noch flugfähige Nimrod II K3661

Zwei verbliebene Nimrods sind noch flugfähig und beide auf dem Duxford Aerodrome, Cambridgeshire, des Imperial War Museums stationiert. Beide stellen Maschinen der Staffel 802 dar.